# Vapor Marcet Poal
El Vapor Marcet Poal és un antic edifici industrial del centre de Terrassa, protegit com a bé cultural d'interès local. És situat al carrer de la Rasa, fent cantonada amb el carrer del Pantà.
És un edifici industrial cantoner de dues plantes, amb coberta a dues aigües. Utilitza el maó vist com a element bàsic de construcció i d'ornamentació, encara que d'una manera sòbria. Els finestrals, d'arc rebaixat, al primer pis s'agrupen de dos en dos, separats per finíssims envans que semblen més aviat mainells. Les façanes són molt planes i presenten incorporació d'elements classicistes (cornises, frontó triangular).

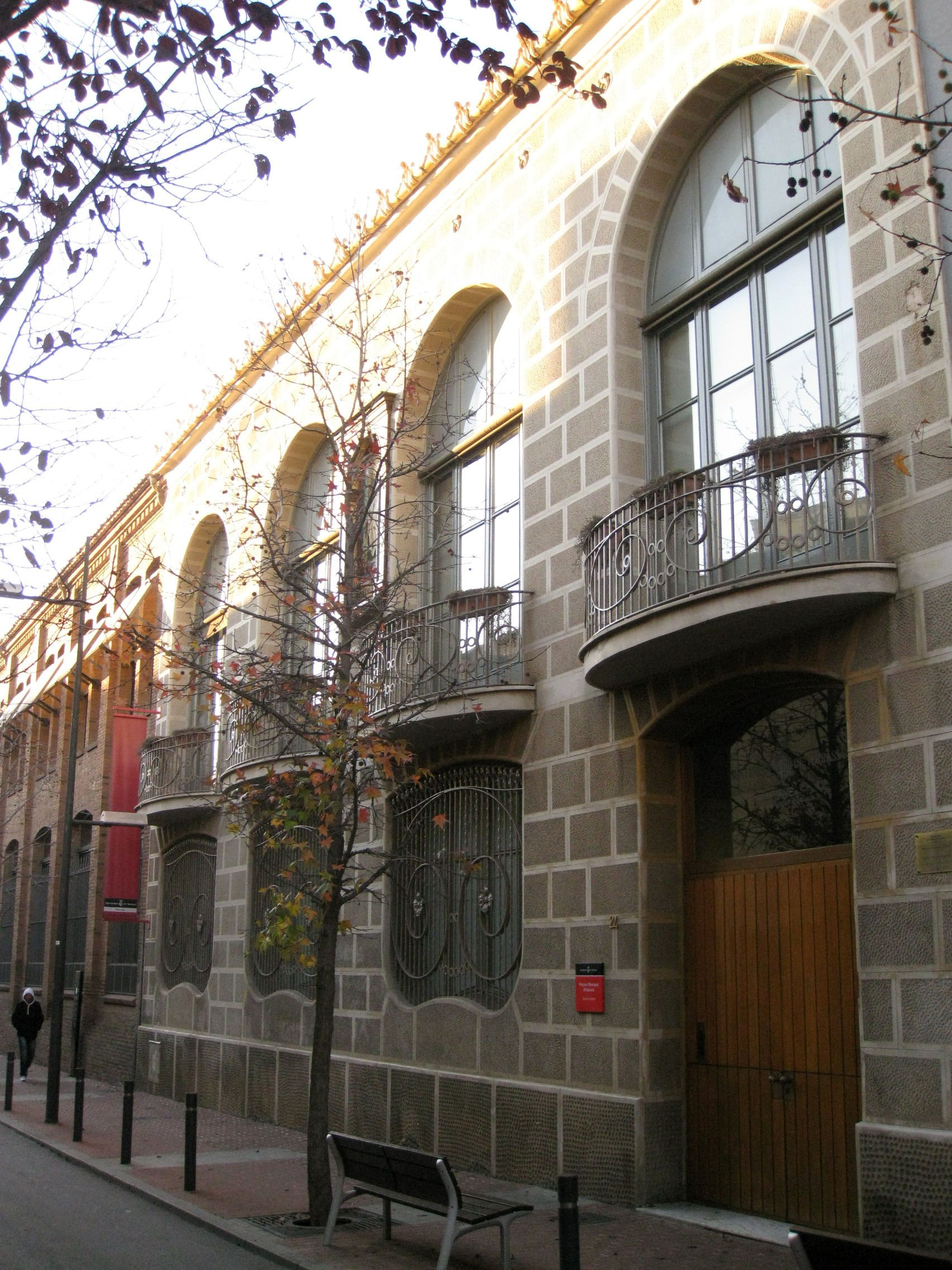
Façana de l'edifici d'oficines i magatzem, obra de Coll i Bacardí

Al costat dret de la nau hi ha un cos destinat a oficines i magatzem, que segueix el mateix esquema de façana, però que en l'aspecte ornamental s'enriqueix amb una sèrie de solucions de procedència modernista, ja que al primer pis apareixen grans finestrals en arc de mig punt i balcons semicirculars, que enllacen amb les obertures de la planta baixa, d'arc rebaixat i perfil sinuós a la part inferior, amb reixes de ferro forjat molt elaborades. Aquest cos, de façana estucada que imita carreus de pedra, s'aixeca sobre un sòcol de pedra, i al bell mig hi destaca una capelleta amb una imatge del Sagrat Cor de Jesús. Com a acabament, la façana presenta una artística tortugada ceràmica que lliga amb la cornisa.

## Història
El magatzem és la part més antiga de l'empresa tèxtil, i és una obra de Josep Maria Coll i Bacardí del 1914; actualment, allotja el Patronat Municipal d'Educació. La fàbrica és una ampliació tardana de Lluís Muncunill del 1920, on destaquen els trets més característics de la seva arquitectura; ha estat transformada en l'escola Lanaspa.
L'edifici fou remodelat l'any 1992.